# Hanghuadian (köpinghuvudort i Kina, Liaoning Sheng, lat 40,56, long 123,47)
Hanghuadian är en köpinghuvudort i Kina. Den ligger i provinsen Liaoning, i den nordöstra delen av landet, omkring 140 kilometer söder om provinshuvudstaden Shenyang. Antalet invånare är 23 170. Befolkningen består av 11 245 kvinnor och 11 925 män. Barn under 15 år utgör 14,0 %, vuxna 15-64 år 75 %, och äldre över 65 år 9,0 %.
Runt Hanghuadian är det ganska tätbefolkat, med 108 invånare per kvadratkilometer. Hanghuadian är det största samhället i trakten. Omgivningarna runt Hanghuadian är en mosaik av jordbruksmark och naturlig växtlighet.
Genomsnittlig årsnederbörd är 1 241 millimeter. Den regnigaste månaden är juli, med i genomsnitt 373 mm nederbörd, och den torraste är januari, med 9 mm nederbörd.